# (29935) 1999 JH48
A (29935) 1999 JH48 a Naprendszer kisbolygóövében található aszteroida. A LINEAR projekt keretében fedezték fel 1999. május 10-én.